# هومالمينة طوافة
هومالمينة طوافة (الاسم العلمي:Homalomena vagans) هي نوع من النباتات تتبع جنس الهومالمينة من الفصيلة اللوفية.